# Cannibal Tours
Cannibal Tours es un documental australiano de 1988, dirigido por Dennis O'Rourke. Si bien toma prestado modos de representación etnográfica, la película es un comentario mordaz sobre la naturaleza de la modernidad.
La película sigue a un grupo de etnoturistas europeos y estadounidenses mientras viajan de pueblo en pueblo a lo largo del río Sepik en Papúa Nueva Guinea, quienes pagan para ver antiguas ceremonias sagradas y toman fotografías de cada aspecto de la vida "primitiva". Con un poco de insistencia, los turistas sin querer revelan el etnocentrismo dominante en las cámaras de O'Rourke. 
El título de la película se puede leer en, por lo menos, un par de maneras. En un momento inicial en la película, un turista alemán, claramente emocionado, describe una práctica de asalto y canibalismo que fue usada en el pasado por los pueblos. El espectador también se entera de que el canibalismo era altamente simbólico y, a menudo, conllevaba tomar y usar las pieles de las víctimas. La película finaliza con un grupo de turistas que han pintado sus rostros en la "moda nativa" y realizan gestos feroces unos a otros mientras bailan.

## Análisis
O´Rourke presenta en este film la relación que se produce entre unos turistas occidentales y una tribu de Nueva Guinea en 1977. Construye el film en una mezcla de estilos y con un cierto énfasis en la entrevista a los dos colectivos. Utiliza la contraposición turista-nativo en la construcción y el montaje del documental: se ve una continua yuxtaposición de esos dos elementos quizás para lograr un efecto remarcado de polaridades opuestas (ellos y nosotros). También se mantiene la visión histórica al intercalar imágenes de la época actual con fotografías del tiempo colonial, imágenes en blanco y negro que representan a los nativos y colonizadores en sus primeros encuentros. Pero aquella época ya ha pasado y ahora la película es en color. Así, se construye la representación histórica “pasado–presente–futuro” en el momento del montaje de la película. El documento gráfico (fotografía antigua) muestra el pasado que fue y que no volverá (aquellos caníbales de antaño), mientras que los turistas no son más que una representación del mito del caníbal a la manera de los parques temáticos posmodernos (Cannibal Park), aunque la vuelta hacia el pasado es imposible, ficticia y a veces peligrosa.
Con la cámara al hombro, O´Rourke persigue a “sus actores” por la selva interrogándoles sobre el pasado y sobre el futuro:
- El “turista–viajero del parque temático mundial” pretende descubrir —¿o quizás construir?— la autenticidad de la vida salvaje y primitiva: el caníbal es algo exótico y original.
- Los “nativos–ex primitivos” quieren ganar dinero con los turistas vendiéndoles el fantasma del paraíso perdido, para poder comprar pantalones y camisetas.

La película está construida de tal manera que incita a la reflexión sobre el rol que el occidental cumple como turista y el rol que el nativo cumple como primitivo. El turista (que regatea por la artesanía) trata de capturar con su cámara a los nativos primitivos y paisajes exóticos más auténticos. Su mirada esta saturada de toda la literatura y películas de viajes y aventuras que son el paradigma en que enmarca su conocimiento del medio natural, salvaje y del hombre primitivo. Todo este despliegue de tecnología del turista le aleja del sujeto al que quiere conocer. Establece una barrera con la realidad a la que se quiere acceder. Esta barrera tecnológica también lo protege del otro, actúa en ambas direcciones. 
También se sugiere en las entrevistas el futuro incierto, la procedencia de los blancos (no se sabe de dónde vienen) y del dinero— ¿por qué no podemos regatear en las tiendas cuando compramos y en cambio ellos regatean constantemente?—. Así, la reflexión que surge de la visión y el discurso del nativo deriva hacia otros temas: el colonialismo, la aculturación, la globalización, la independencia política y económica (una foto por dos dólares). La película no es una propuesta vanguardista y apta solo para elites (modalidad reflexiva estilística), sino que es “para todos los públicos” y se convierte en una reflexión etnográfica por la manera en que está concebida.

## Estrategias narrativas
O'Rourke estructura las entrevistas de la siguiente manera:
- El entrevistador queda oculto y en ningún momento se le ve ni se le oye. El sujeto entrevistado esta frente a la cámara (cabeza parlante) y suelta su discurso sin interrupción alguna (casi como un monólogo). Parece un trozo de película cortado de una toma más larga. Cuando el nativo o el turista hablan en su lengua, el discurso está traducido en subtítulos al inglés. Hay muchas entrevistas a nativos así que la balanza queda equilibrada en la importancia que se otorga a ambos protagonistas. La jerarquía de control de la entrevista clásica queda así muy diluida aunque a veces no deja de ser el testimonio del informante nativo en una estructura determinada en más de un sentido.
- Las entrevistas a los turistas (como haciendo una contraposición) están estructuradas de otra manera. En general, la cámara sigue al turista en su “tour” por el poblado y, a veces, interactúa con él haciéndole preguntas. Otras veces sale como “busto parlante” contando los motivos por los que ha ido al tour. El tema recurrente es el canibalismo. En el mejor de los casos, surgen de la entrevista preocupaciones culturales. Este pseudomonólogo del turista entrevistado está acompañado de otras formas de entrevistas; por ejemplo, se entrevista a un grupo en la cubierta del barco y participan todos según van surgiendo los temas de conversación (la vida caníbal opuesta a la vida europea). En otro momento, se filma a un turista que, a su vez, está filmando el poblado nativo mientras hace comentarios (a la manera expositiva) para registrarlos en su grabación. Esto último es indicativo de la peculiar mirada del realizador.
- El realizador hace preguntas en la entrevista, bien a un turista, bien a un nativo, sobre aspectos concretos. Aquí la autoridad del realizador está más realzada, aunque ciertos detalles permiten suponer que todos los tipos de entrevistas se han hecho con un motivo determinado.

## Banda sonora
La banda sonora del film es un gran logro del montaje. La música de Mozart, las flautas indígenas, los sonidos constantes de los obturadores de las cámaras fotográficas al ser accionados, el motor de las filmadoras, la grabadora de sonido del turista alemán, la radio sintonizando emisoras están así montados en el documental, para provocar algún efecto sobre el espectador. 